# Conservatorio Estatal de la Universidad de Estambul
El Conservatorio Estatal de la Universidad de Estambul (en turco: İstanbul Üniversitesi Devlet Konservatuarı) es la mayor escuela de música, teatro, danza nacional en Estambul, Turquía. 
El conservatorio fue fundado en 1917, durante el Imperio Otomano, bajo los auspicios del Ministerio de Educación y con el nombre de Darülelhan y como contrapartida a la Darülbedayi fundada en 1914.  El conservatorio, a menudo referido como el Conservatorio de Estambul o el Conservatorio Municipal (Belediye Konservatuarı), fue administrado por muchos años por el Ayuntamiento de Estambul, desde 1927, hasta que fue integrado a la Universidad de Estambul en 1986.  